# 12364 Asadagouryu
12364 Asadagouryu (1993 XQ1) là một tiểu hành tinh vành đai chính được phát hiện ngày 15 tháng 12 năm 1993 bởi T. Kobayashi ở Oizumi.